# إليزه مكدونالد
إليزه مكدونالد (بالإنجليزية: Elsie McDonald)‏ هي لاعبة بولينغ جنوب أفريقية، ولدت في 12 فبراير 1920 في كيمبرلي في جنوب أفريقيا، وتوفيت في 13 ديسمبر 2012.